# Charles Lehr
Charles Lehr est un compositeur et auteur dramatique français du XIXe siècle.

## Œuvres
- La Vieillesse d'une grisette, vaudeville en un acte, avec Émile-Ambroise Thirion et Edmond Pellissier de Reynaud, 1854.
- Madeleine !, romance, paroles de Hippolyte Bedeau, musique de Charles Lehr, 1854.
- Valse de la brasserie de Munich, vaudeville en 3 actes, 1854.
- Sous les rosiers, polka pour piano, 1857.